# World Wide Live
World Wide Live es el segundo álbum en vivo de la banda alemana de hard rock y heavy metal Scorpions, publicado en 1985 por los sellos Harvest/EMI para Europa y por Mercury Records para los Estados Unidos. A diferencia de otras producciones en directo que suelen registrarse en una sola presentación, esta posee pistas tomadas de distintos conciertos dados en 1984, en el marco de la gira promocional del álbum Love at First Sting. Como había decenas de cintas que revisar, el guitarrista Rudolf Schenker señaló que la elección de las canciones fue una tarea difícil y tediosa. Las seleccionadas provienen solo de los álbumes de estudio grabados con el guitarrista líder Matthias Jabs, es decir, desde Lovedrive (1979) hasta Love at First Sting (1984).
Recibió reseñas positivas por parte de la prensa especializada, que lo destacó como un compendio en vivo de sus grandes éxitos. Por su parte, logró buenas posiciones en las listas musicales de varios países; por ejemplo, entró entre los diez álbumes más vendidos en los recuentos de Alemania, Austria, España, Finlandia y Suecia. En los Estados Unidos, llegó hasta el puesto 14 en el Billboard 200 y en 1986 la Recording Industry Association of America (RIAA) lo acreditó con un disco de platino, por vender más de un millón de copias. Con certificaciones discográficas entregadas por otros organismos nacionales e internacionales, en agosto de 1986 se calculó que sus ventas a nivel mundial bordeaban los cinco millones de copias. 
Adicional al registro en audio, World Wide Live también se editó en el formato VHS, con imágenes filmadas en veinticuatro ciudades de diez países, 
entre abril de 1984 y febrero de 1985, y posee once canciones (diez en vivo y una en estudio para los créditos finales), entrevistas y metrajes de los 
viajes durante el Love at First Sting Tour. Por otro lado, en 2015, como parte de la celebración del 50.° aniversario de la banda, ambas ediciones se remasterizaron y, como material extra, se incluyó un breve documental sobre su realización.

## Antecedentes
En 1984, Scorpions sacó a la venta el álbum Love at First Sting, que amplió su popularidad en varios de los principales mercados mundiales, sobre todo en los Estados Unidos. Considerado como uno de sus discos más exitosos, ya que logró varias certificaciones discográficas y buenas posiciones en las listas musicales, su novena producción poseía tres de sus canciones más conocidas: «Rock You Like a Hurricane», «Big City Nights» y «Still Loving You». Este éxito también se replicó en su respectiva gira de conciertos, Love at First Sting Tour, porque desde el 23 de enero de 1984 hasta el 3 de diciembre del mismo año, Scorpions se presentó ante 2,2 millones de personas, según The Washington Post. Más tarde, el tour se extendió para 1985 y 1986, con presentaciones principalmente en festivales de música como el Rock in Rio y el Monsters of Rock.

## Grabación

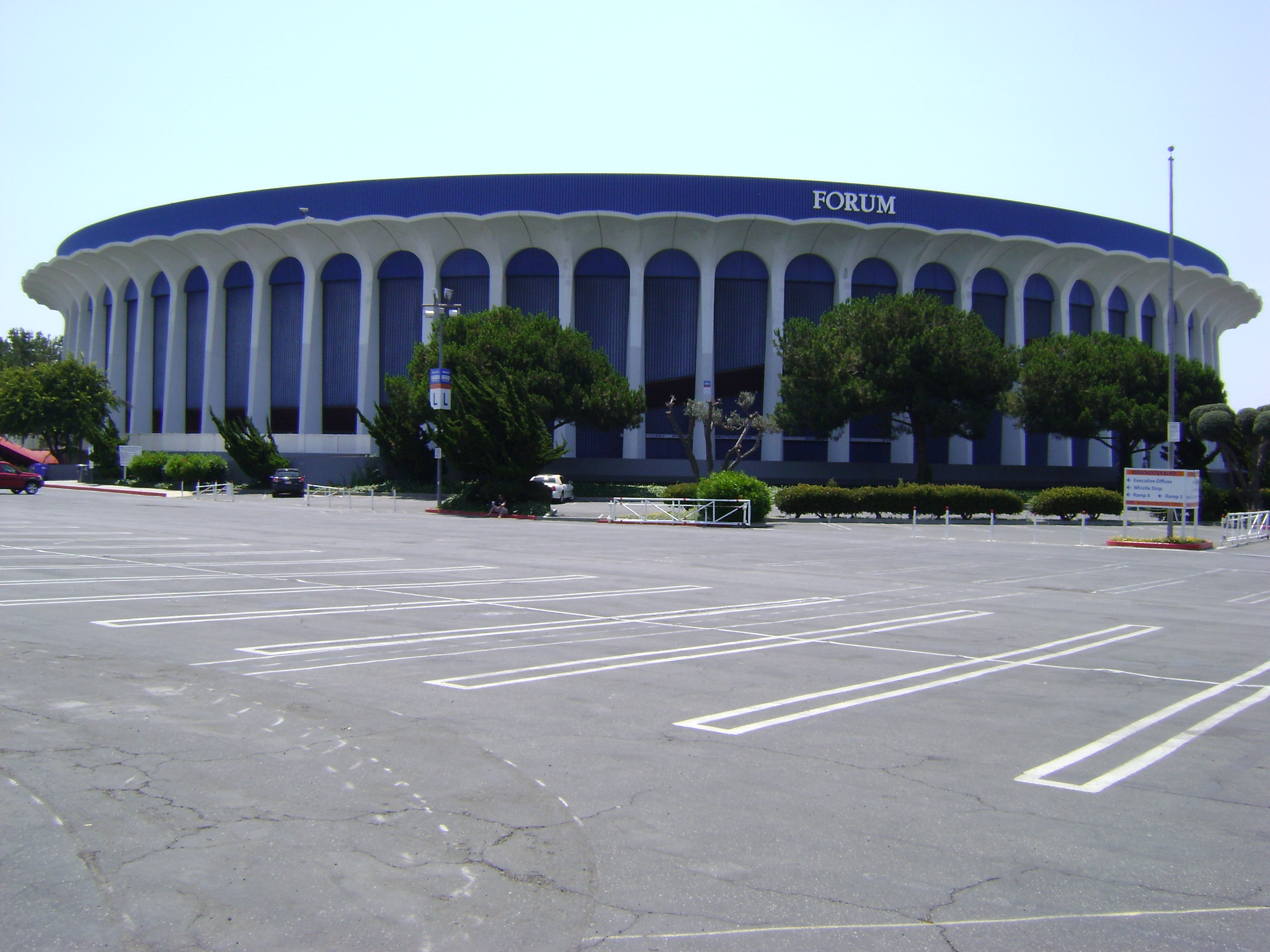
El The Forum de Los Ángeles fue uno de los recintos escogidos para la grabación del disco

A diferencia de otros álbumes en vivo, en los que se decide una sola presentación para su grabación, World Wide Live posee pistas tomadas de distintos conciertos dados en 1984. Los recintos y las ciudades figuraron en la contraportada del disco de la siguiente manera: Palais Omnisports de Paris-Bercy de París, Francia (29 de febrero), The Forum de Los Ángeles, California (24 y 25 de abril), Sports Arena de San Diego, California (26 de abril), Pacific Amphitheatre de Costa Mesa, California (28 de abril) y Sporthalle de Colonia, Alemania (17 de noviembre).
Como la gran mayoría de los conciertos de 1984 habían sido grabados, el guitarrista Rudolf Schenker comentó que la elección de las canciones fue tediosa y difícil porque había decenas de cintas que revisar. Con el fin de llegar a un consenso, cada uno de los músicos hizo una lista con sus canciones preferidas y, a excepción de dos temas que Schenker no identificó, todos tenían una opinión similar. Una vez que se reunieron en los estudios del productor Dieter Dierks, escucharon todas las cintas grabadas de cada canción para escoger la versión idónea para el álbum. Aunque Schenker consideró que era un «tremendo trabajo e interminable», Klaus Meine contó que el guitarrista fue el más comprometido con el proceso. El disco incluye solo canciones escritas en la etapa con el guitarra líder Matthias Jabs, es decir, desde el álbum Lovedrive (1979) hasta Love at First Sting (1984).

## Lanzamiento y promoción

### Versión audio
World Wide Live salió a la venta el 17 de junio de 1985 a través de los sellos Harvest/EMI para Europa y por Mercury Records para los Estados Unidos. El long play se componía de diecinueve canciones distribuidas en dos discos, mientras que el disco compacto tenía solo quince. Debido a la limitación de almacenamiento, en este último formato se omitieron las partes uno y dos de «Can't Get Enough», «Another Piece of Meat» y el solo de guitarra de Matthias Jabs en «Six String Sting». No obstante, en las posteriores remasterizaciones se añadieron en el mismo orden que en el LP. Para promocionarlo, el 7 de enero de 1985 se publicó el sencillo en directo «No One Like You» —con «The Zoo» como lado B— y alcanzó el puesto 40 en el Media Control Charts de Alemania y el 69 en el French Singles Chart de Francia.

### Versión video de larga duración
El 22 de agosto de 1985, salió al mercado su versión en video de larga duración en el formato VHS a través de los sellos RCA/Columbia MusicVision. Dirigido por Hart Perry y producido por Marty Callner, el video contiene imágenes filmadas en veinticuatro ciudades de diez países, entre abril de 1984 y febrero de 1985, y está compuesto de once canciones (diez en vivo y una en estudio para los créditos finales), entrevistas y metrajes de los viajes durante la gira promocional de Love at First Sting. La empresa neoyorquina SecondVision quedó a cargo de la promoción, considerada como la más grande realizada por la compañía hasta entonces, según la encargada de marketing Suzanne Catty. Esta incluía dos estrenos previos al lanzamiento —el 24 de julio en Private Eyes de Nueva York y al día siguiente en Roxy de Los Ángeles— y una gira de proyección entre el 1 de agosto y el fin de semana del Labor Day en cincuenta ciudades, en recintos con capacidad entre 800 y 1800 personas. Además de concursos y sorteos de entradas en las radios y el comercio minorista, MTV contó con la exclusiva del videoclip de «Big City Nights», estrenado en julio de 1985.

## Recepción

### Crítica especializada
World Wide Live recibió reseñas mayormente favorables por parte de la crítica especializada. La revista Billboard lo posicionó como uno de los destacados de la semana del 22 de junio de 1985 y mencionó que, aunque no ofrece sorpresas, funciona como una colección de éxitos de facto. Además, indicó que su «equilibrio inteligente entre la atmósfera de la arena y los detalles sonoros nítidos debería superar las barreras habituales tanto para los discos dobles como para los álbumes de conciertos». Cashbox, por su parte, comentó: «Los días en que todos lanzaban un álbum doble en vivo quedaron atrás, pero este paquete de precio especial captura uno de los mejores actos del metal en vivo». La británica Music Week indicó: «Los cuatro lados de este álbum en vivo capturan a Scorpions no solo en la máxima velocidad, sino también a toda marcha». Tim Holmes de Rolling Stone destacó los cuatro lados del álbum como un «metal puro inyectado con adrenalina» y añadió que se trataba de «un compendio de "lo mejor de" en vivo de sus últimos cuatro discos, con un par de largos raspados de guitarras».
Barry Weber del sitio AllMusic estimó que fue grabado en el mejor momento de la banda y lo nombró «el único álbum en vivo que vale la pena de los Scorpions y es imprescindible para sus fanes». Classic Rock comentó que «las actuaciones fueron implacablemente tensas y entregadas sin piedad», donde «la grabación fue un subproducto de un proyecto documental que se centró en la vida de la banda como una banda de rock en gira». Eduardo Rivadavia de Ultimate Classic Rock reseñó que World Wide Live «estaba bastante repleto de aspectos destacados de los cuatro álbumes de estudio más recientes de la banda» y son sus «imágenes y la música que lo rodean lo que más frecuentemente les viene a la mente cuando los fanáticos recuerdan con cariño los días de gloria absoluta de Scorpions, y con razón».

### Comercial
El 24 de junio de 1985, el álbum debutó en la novena casilla del Media Control Charts de Alemania y para la semana siguiente llegó hasta su máxima posición (puesto 4). Asimismo, en 1986 el organismo Bundesverband Musikindustrie (BVMI) lo certificó con un disco de oro por vender más de 250 000 copias en ese país. En España alcanzó la octava casilla en el Top 100 Álbumes, y antes de terminar el año Scorpions recibió un disco de platino por parte de la Promusicae en representación a 100 000 copias vendidas. Por su parte, en Francia logró el puesto 20 en la lista musical nacional y en 1986 la Syndicat National de l'Édition Phonographique (SNEP) le confirió un disco de oro por superar las 100 000 unidades comercializadas. Hasta el 2018, la empresa francesa Infodisc estimó sus ventas en ese país en 125 400 unidades, sin tener en cuenta streaming. En los demás países europeos, se situó en la cuarta posición en Austria, en la novena en Finlandia y Suecia, en la decimoctava tanto en Suiza como en el Reino Unido, y a la cuadragésima séptima en los Países Bajos. Por su parte, en la semana del 24 de junio de 1985 debutó en el puesto 48 en el European Top 100 Albums —elaborado por la revista Eurotipsheet— y para el 12 de agosto logró el octavo lugar como máxima posición.
En la Norteamérica anglosajona, la situación fue un tanto similar. En los Estados Unidos, llegó hasta la casilla 14 en el Billboard 200 y a la 12 en el Top 100 Albums de la revista Cashbox. El 19 de agosto de 1985, la Recording Industry Association of America (RIAA) lo certificó con un disco de oro y el 4 de septiembre de 1986 con otro de platino por vender más de un millón de unidades; en la publicación del 6 de septiembre de 1986, la revista Billboard estimó sus ventas en ese país en 1,5 millones de copias. Por su parte, en Canadá consiguió el puesto 39 en el conteo desarrollado por RPM. En 1985, la entonces Canadian Recordings Industry Association (CRIA) le entregó un disco de oro y tres años después uno de platino en representación a 100 000 copias comercializadas. Con certificaciones de oro entregadas por los organismos internacionales World Wide Europe Awards (WWA) y Rock & Pop Art Awards, hasta agosto de 1986 se estimó que sus ventas a nivel mundial bordeaban los cinco millones de copias.
Por su parte, el formato audiovisual consiguió el puesto 6 en el Top Music Videocassettes y el 32 en el Top Music Videocassettes Sales, ambos conteos de la revista Billboard. Asimismo, se situó en el séptimo lugar en el Top 15 Music Videocassettes de Cashbox. El 16 de diciembre de 1986, la RIAA le otorgó un disco de oro tras superar las 50 000 copias vendidas. Por otro lado, también entró en la lista Music Video de la revista británica Music Week en la posición 19.

## Edición del 50.° aniversario
El 6 de noviembre de 2015, con motivo de la celebración del 50.° aniversario de la banda, el disco se remasterizó bajo el nombre de World Wide Live 50th Anniversary. Esta nueva edición contó con el registro en vivo y también con el audiovisual en formato DVD. Adicionalmente, incluyó un breve documental sobre la realización del álbum con entrevistas a Klaus Meine, Rudolf Schenker, Matthias Jabs y Herman Rarebell. Esta edición logró posiciones medias en las listas musicales de Alemania, Bélgica, España y Japón.

## Lista de canciones
| Registro de audio |                             |                                      |          |  |
| N.º               | Título                      | Escritor(es)                         | Duración |  |
| 1.                | «Countdown»                 | Meine, Jabs                          | 0:43     |  |
| 2.                | «Coming Home»               | Schenker, Meine                      | 2:50     |  |
| 3.                | «Blackout»                  | Schenker, Meine, Rarebell, Kittelsen | 4:35     |  |
| 4.                | «Bad Boys Running Wild»     | Schenker, Meine, Rarebell            | 3:53     |  |
| 5.                | «Loving You Sunday Morning» | Schenker, Meine, Rarebell            | 4:42     |  |
| 6.                | «Make It Real»              | Schenker, Rarebell                   | 3:54     |  |
| 7.                | «Big City Nights»           | Schenker, Meine                      | 5:00     |  |
| 8.                | «Coast to Coast»            | Schenker                             | 5:14     |  |
| 9.                | «Holiday»                   | Schenker, Meine                      | 3:24     |  |
| 10.               | «Still Loving You»          | Schenker, Meine                      | 5:50     |  |
| 11.               | «Rock You Like a Hurricane» | Schenker, Meine, Rarebell            | 4:16     |  |
| 12.               | «Can't Live Without You»    | Schenker, Meine                      | 5:33     |  |
| 13.               | «Another Piece of Meat»     | Rarebell, Schenker                   | 3:40     |  |
| 14.               | «The Zoo»                   | Schenker, Meine                      | 5:51     |  |
| 15.               | «No One Like You»           | Schenker, Meine                      | 4:11     |  |
| 16.               | «Dynamite»                  | Schenker, Meine, Rarebell            | 7:30     |  |
| 17.               | «Can't Get Enough Pt. 1»    | Schenker, Meine                      | 2:17     |  |
| 18.               | «Six String Sting»          | Jabs                                 | 4:16     |  |
| 19.               | «Can't Get Enough Pt. 2»    | Schenker, Meine                      | 1:55     |  |

| Registro en VHS y en reedición DVD 50th Anniversary |                                      |          |  |
| N.º                                                 | Título                               | Duración |  |
| 1.                                                  | «Coming Home»                        | 5:25     |  |
| 2.                                                  | «Blackout»                           | 4:38     |  |
| 3.                                                  | «Big City Nights»                    | 5:37     |  |
| 4.                                                  | «Loving You Sunday Morning»          | 7:16     |  |
| 5.                                                  | «No One Like You»                    | 7:09     |  |
| 6.                                                  | «Holiday»                            | 5:45     |  |
| 7.                                                  | «Bad Boys Running Wild»              | 3:57     |  |
| 8.                                                  | «Still Loving You»                   | 5:01     |  |
| 9.                                                  | «Rock You Like a Hurricane»          | 6:11     |  |
| 10.                                                 | «Dynamite»                           | 6:50     |  |
| 11.                                                 | «I'm Leaving You» (créditos finales) | 4:07     |  |

| Pista adicional en el DVD 50th Anniversary |                                             |          |  |
| N.º                                        | Título                                      | Duración |  |
| 12.                                        | «The Story of World Wide Live» (documental) | 20:52    |  |

## Posicionamiento en listas semanales
| País/Continente | Lista (1985)                      | Posición |
| --------------- | --------------------------------- | -------- |
| Alemania        | Media Control Charts              | 4        |
| Austria         | Ö3 Austria Top 40                 | 4        |
| Canadá          | RPM Top 100 Albums                | 39       |
| España          | Top 100 Álbumes                   | 8        |
| Estados Unidos  | Billboard 200                     | 14       |
| Estados Unidos  | Cashbox Top 100 Albums            | 12       |
| Estados Unidos  | Cashbox Top 40 Compact Disc       | 33       |
| Europa          | European Top 100 Albums           | 8        |
| Finlandia       | Suomen virallinen lista           | 9        |
| Francia         | French Albums Chart               | 20       |
| Japón           | Japan Albums Chart                | 43       |
| Países Bajos    | Dutch Top 100 Albums              | 47       |
| Reino Unido     | Music Week Heavy Metal Top Albums | 2        |
| Reino Unido     | UK Albums Chart                   | 18       |
| Suecia          | Sverigetopplistan                 | 9        |
| Suiza           | Schweizer Hitparade               | 18       |
| País            | Lista (2015)                      | Posición |
| Alemania        | Media Control Charts              | 52       |
| Bélgica         | Ultratop (Valonia)                | 110      |
| España          | Top 100 Álbumes                   | 78       |
| Japón           | Japan Albums Chart                | 48       |

| País           | Lista (1985)           | Posición |
| -------------- | ---------------------- | -------- |
| Alemania       | Media Control Charts   | 27       |
| Austria        | Ö3 Austria Top 40      | 23       |
| Estados Unidos | Cashbox Top 100 Albums | 45       |
| Francia        | French Albums Chart    | 50       |

| País           | Lista (1985-1986)                        | Posición |
| -------------- | ---------------------------------------- | -------- |
| Estados Unidos | Billboard Top Music Videocassettes       | 6        |
| Estados Unidos | Billboard Top Music Videocassettes Sales | 32       |
| Estados Unidos | Cashbox Top 15 Music Videocassettes      | 7        |
| Reino Unido    | Music Week Music Video                   | 19       |

## Certificaciones

### Registro de audio
| País/Región              | Organismo certificador         | Certificación | Ventas certificadas | Ref.     |
| ------------------------ | ------------------------------ | ------------- | ------------------- | -------- |
| Alemania                 | BVMI                           | Oro           | 250 000             | [ 27 ]   |
| Canadá                   | CRIA                           | Platino       | 100 000             | [ 45 ]   |
| España                   | PROMUSICAE                     | Platino       | 100 000             | [ 29 ]   |
| Estados Unidos           | RIAA                           | Platino       | 1 000               | [ 42 ]   |
| Francia                  | SNEP                           | Oro           | 100 000             | [ 31 ]   |
| Certificaciones globales |                                |               |                     |          |
| —                        | Rock & Pop Arts Awards         | Oro           | 500 000             | [ 47 ]   |
| Europa                   | World Wide Europe Awards (WWA) | Oro           | 500 000             | [ 46 ]   |
| Sumario                  |                                |               |                     |          |
| Mundo                    | —                              | —             | 5 000               | [ n. 1 ] |

### Registro audiovisual
| País           | Organismo certificador | Certificación | Ventas certificadas | Ref.   |
| -------------- | ---------------------- | ------------- | ------------------- | ------ |
| Estados Unidos | RIAA                   | Oro           | 50 000              | [ 52 ] |

## Créditos
| - Klaus Meine: voz y guitarra rítmica en «Coast to Coast» - Rudolf Schenker: guitarra rítmica, coros y guitarra líder en «Big City Nights» y «Still Loving You» - Matthias Jabs: guitarra líder, talk box, coros y guitarra rítmica en «Big City Nights» y «Still Loving You» - Francis Buchholz: bajo y coros - Herman Rarebell: batería y coros | - Dieter Dierks: producción - Dieter Dierks y Mike Beiriger: mezcla - Bob Ludwig: masterización - Franz Epping: diseño de portada - Robert Ellis: fotografía |

Fuente: Contraportada de World Wide Live